# دي (مغنية)
Dheekshitha Venkadeshain (من مواليد 26 يونيو 1998)، المعروف باسم Dhee ، هو مغني سريلانكي من التاميل. غنت أغاني في ألبومات والدها، سانثوش نارايانان وحصلت على ترشيح في حفل توزيع جوائز فيلم فير لأفضل مغنية.  وهي معروفة بصوتها المميز ألتو.

## النشأة والوظيفة
وُلدت دي في 26 يونيو 1998 لمغني سريلانكي تاميل كلاسيكي، ميناكشي إيير، الذي تزوج لاحقًا من الملحن الموسيقي الهندي سانثوش نارايانان. دي لديها أخ أكبر، سودهيكشانان، ووالدها البيولوجي هو فينكاديشان، وهو من التاميل السريلانكي. نشأت في أستراليا.
بدأت مسيرتها الغنائية من خلال أداء الأغاني في اثنين من ألبومات Santhosh Narayanan ، Pizza II: Villa (2013) و Cuckoo (2014)، أثناء فترات الراحة من تعليمها. حقق Dhee انفراجة من خلال غناء "Naan Nee" من Pa. Ranjith 's Madras (2014) إلى جانب Shakthisree Gopalan . شهد عملها على الأغنية ترشيحات الزوجين لأفضل مغنية في حفل توزيع جوائز فيلم فير وجوائز فيجاي.
تلقت Dheekshitha اشادة من النقاد لعملها في سودها Kongara براساد فيلم الدراما الرياضية الصورة، Irudhi Suttru (2016). نظرًا لاستخدامه كمغني رئيسي لشخصية الملاكم في شمال مدراس لريتيكا سينغ في الفيلم، سجل دي أغنيتين منفردتين بعنوان "Ey Sandakaara" و "Usuru Narumbuley". ذكر موقع Behindwoods.com أن الأغنية الأولى كانت «رقم سانثوش كلاسيكي آخر يجذب انتباهك في أي وقت من الأوقات»، بينما أشار إلى أن «أغنية العاطفة التي كتبها Dhee هي نوع من الوحي» حول هذا الأخير.  
عملت Dhee لاحقًا مع Santhosh Narayanan في ألبومات لاقت استحسان النقاد بما في ذلك Kaala (2018) و Vada Chennai (2018)، قبل التعاون مع Yuvan Shankar Raja لأغنية " Rowdy Baby " في Maari 2 (2018). الغناء جنبًا إلى جنب مع Dhanush ، اكتسب الفيلم شعبية بعد صدوره بفترة وجيزة. حققت الأغنية حوالي مليار مشاهدة على YouTube مما يجعلها أعلى مقاطع الفيديو الموسيقية التاميلية مشاهدة، وواحدة من أكثر مقاطع الفيديو الهندية مشاهدة على الإطلاق. 

## ديسكغرفي

### كمغني تشغيل
| عام  | عنوان الأغنية                       | فيلم            | مخرج موسيقى        | ملاحظات                                                                                              |
| ---- | ----------------------------------- | --------------- | ------------------ | --- |
| 2013 | "ديسكو وومن"                        | بيتزا 2: فيلا   | سانثوش نارايانان   | |
| 2014 | "Enda Mapla"                        | الوقواق         | سانثوش نارايانان   | |
| 2014 | "نان ني"                            | مدراس           | سانثوش نارايانان   | تم ترشيحه - جائزة فيلم فير لأفضل مغنية تشغيل تاميلية </br> تم ترشيحه - جائزة فيجاي لأفضل مغنية تشغيل |
| 2016 | "Ey Sandakaara"                     | إيرودي سوترو    | سانثوش نارايانان   | تم ترشيحه - جائزة SIIMA لأفضل مغنية تشغيل                                                            |
| 2016 | "أوسورو نارومبيلي"                  | إيرودي سوترو    | سانثوش نارايانان   | تم ترشيحه - جائزة SIIMA لأفضل مغنية تشغيل                                                            |
| 2016 | "ثونديل مين"                        | كابالي          | سانثوش نارايانان   | |
| 2016 | "دوشتا"                             | إيريفي          | سانثوش نارايانان   | |
| 2017 | "أوو سككانودا"                      | جورو            | سانثوش نارايانان   | |
| 2017 | "Gundelothulalo"                    | جورو            | سانثوش نارايانان   | |
| 2017 | "راثينا كاتي"                       | معاضة معان      | سانثوش نارايانان   | |
| 2018 | "Kannamma Kannamma"                 | كالا            | سانثوش نارايانان   | |
| 2018 | "معادلة نيكورا مانكوتي"             | فادا تشيناي     | سانثوش نارايانان   | |
| 2018 | " الطفل المشاغب "                   | معاري 2         | يوفان شانكار رجا   | فازت بجائزة SIIMA لأفضل مطربة                                                                        |
| 2019 | "فانيل إيرول"                       | نيركوندا بارفاي | يوفان شانكار رجا   | |
| 2019 | "Idharkuthaan"                      | بيجيل           | عبد الرحمن         | |
| 2020 | "Yedho Maayam"                      | دقالتي          | فيجاي نارين        | |
| 2020 | "Manamengum Maaya Oonjal"           | الغجر           | سانثوش نارايانان   | |
| 2020 | "Kaattu Payale"                     | Soorarai Pottru | جي في براكاش كومار | |
| 2020 | </br> "إصدار Kaatuka Kanule -Telugu | Soorarai Pottru | جي في براكاش كومار | |
| 2020 | "راكيتا راكيتا راكيتا"              | جاغامي ثانديرام | سانثوش نارايانان   | |
| 2021 | "Uttradheenga Yeppov"               | كارنان          | سانثوش نارايانان   | |

### الفردي
| لقب                                                            | عام  | مراكز الرسم البياني الذروة | البوم            |
| لقب                                                            | عام  | المملكة المتحدة آسيا       | البوم            |
| -------------------------------------------------------------- | ---- | -------------------------- | ---------------- |
| "استمتع بإنجامى" (feat. Arivu, produced by Santhosh Narayanan) | 2021 | 5                          | Non-album single |

## روابط خارجية
- دي في قاعدة بيانات الأفلام على الإنترنت
- استمتع كلمات Enjaami

مراقبة السلطة